# Stratos (film)
Stratos (Grieks: Το Μικρό Ψάρι, To Mikro psari) is een Griekse film uit 2014 onder regie van Yannis Economides. De film ging in première op 11 februari op het Internationaal filmfestival van Berlijn en maakte deel uit van de competitie op het Film Fest Gent 2014.

## Verhaal
Een veertigjarige man heeft de helft van zijn jeugd in de gevangenis doorgebracht. Nu hij vrij is, werkt hij ’s avonds in een bakkerij en overdag voert hij opdrachten uit als huurmoordenaar. Wat hij daar mee verdient gaat naar een maffiabaas in de gevangenis die hem een hand boven het hoofd gehouden heeft. Dit geld moet dienen voor een ontsnappingsplan.

## Rolverdeling
- Vangelis Mourikis
- Vicky Papadopoulou
- Petros Zervos
- Yannis Tsortekis
- Giorgos Giannopoulos
- Yannis Anastasakis
- Veronica Naujoks